# Kairomon
Ein Kairomon (von altgriechisch Καιρός, opportunistisch) ist ein Botenstoff zur Informationsübertragung zwischen unterschiedlichen Arten (sog. Allelochemikalie), die nur dem aufnehmenden Organismus, dem Empfänger, nützt. Der Begriff dient der Abgrenzung zu den Allomonen, die dem abgebenden Organismus (Sender) nützen, und den Pheromonen, die innerhalb einer Spezies Informationen vermitteln. Der Begriff wurde 1970 von W. L. Brown, T. Eisner und R. H. Whittaker geprägt.

## Einteilung
Man kann diese Klasse von Botenstoffen gemäß ihrer Funktion unterteilen. So bezeichnet man beispielsweise Pflanzenduftstoffe, die Insekten den Weg zu ihren Wirtspflanzen zeigen, als Furagierkairomone (engl. foraging kairomones). Aber auch Duftstoffe, die Organismen die Anwesenheit von Feinden anzeigen, gehören zu den Kairomonen (Feindvermeidungskairomone, enemy avoidance kairomones). 
Eine weitere Einteilung ist möglich, wenn man die Art der Reaktion betrachtet, die ein Kairomon auslöst. Auch diese Einteilung erfolgt analog zu den Pheromonen: Unmittelbare Verhaltensantworten werden von so genannten Releaserkairomonen (releaser kairomones) ausgelöst, während Primerkairomone (primer kairomones) langsame physiologische Reaktionen auslösen. Ein Beispiel für die letzte Klasse sind von Fraßfeinden, beispielsweise Fischen, abgegebene Substanzen, welche die Ausbildung von morphologischen Abwehrstrukturen bei Organismen des Zooplanktons (beispielsweise „Helme“ bei Daphnien oder Dornen bei einigen Rädertierchen) induzieren.